# غايجين

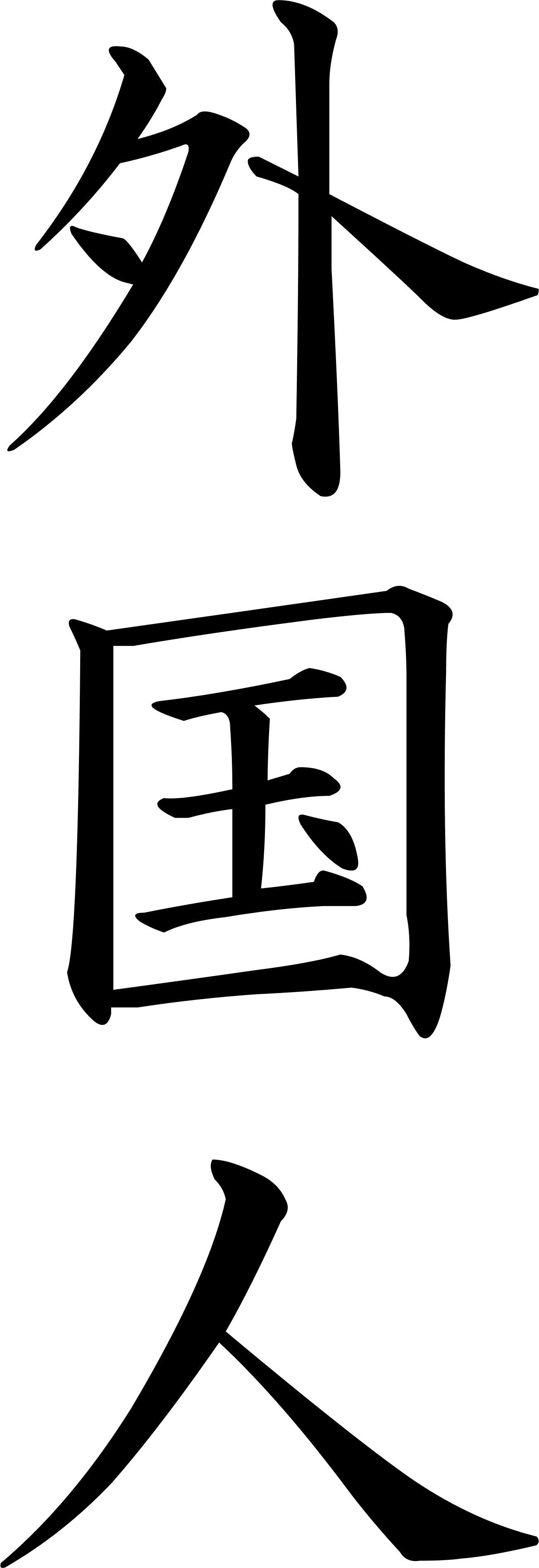
رموز كلمة قايجن في اللغة اليابانية.

غايجين هو النطق الأقرب لكلمة 外人 الياباني وتكتب Gaijin بالروماجي، وتعني أجنبي أو شخص أجنبي باللغة اليابانية.

## الاصل في التسمية والمعنى
غايجين هو اسم مختصر من الكلمة غايكوكوجين 外国人 باليابانية وبالروماجي هي gaikokujin وهو الاسم الرسمي لوصف الأجنبي في دولة اليابان. نظراً لاستخدام كلمة غايجين في أماكن وعبارات سيئة فقد اعتبرت على أنها كلمة عنصرية، ولا تستخدم من قبل ممثلين الدولة لوصف الأجانب ومن من يستخدمها هو كبار السن اليابانيين الذين لا يعون أنها اعتبرت ككلمة عنصرية ولا يدل على عنصريتهم فيها.